# العلاقات الفلبينية التركية
العلاقات الفلبينية التركية هي العلاقات الثنائية التي تجمع بين الفلبين وتركيا.

## مقارنة بين البلدين
هذه مقارنة عامة ومرجعية للدولتين:
| وجه المقارنة                                              | الفلبين                       | تركيا         |
| --------------------------------------------------------- | ----------------------------- | ------------- |
| المساحة (كم2)                                             | 343.45 ألف                    | 783.56 ألف    |
| عدد السكان (نسمة)                                         | 104.92 مليون                  | 80.14 مليون   |
| الكثافة السكانية (ن./كم²)                                 | 305.49                        | 102.28        |
| العاصمة                                                   | مانيلا                        | أنقرة         |
| اللغة الرسمية                                             | اللغة الفلبينية، لغة إنجليزية | اللغة التركية |
| العملة                                                    | بيسو فلبيني                   | ليرة تركية    |
| الناتج المحلي الإجمالي (بليون دولار)                      | 313.60 مليار                  | 851.10 مليار  |
| الناتج المحلي الإجمالي (تعادل القوة الشرائية) بليون دولار | 743.90 مليار                  | 1.57 تريليون  |
| الناتج المحلي الإجمالي الاسمي للفرد دولار أمريكي          | 2.90 ألف                      | 9.12 ألف      |
| الناتج المحلي الإجمالي للفرد دولار أمريكي                 | 7.39 ألف                      | 19.79 ألف     |
| مؤشر التنمية البشرية                                      | 0.668                         | 0.761         |
| رمز المكالمات الدولي                                      | +63                           | +90           |
| رمز الإنترنت                                              | .ph                           | .tr           |
| المنطقة الزمنية                                           | توقيت الفلبين                 | ت ع م+03:00   |

## منظمات دولية مشتركة
يشترك البلدان في عضوية مجموعة من المنظمات الدولية، منها:
| علم المنظمة | اسم المنظمة                               | تاريخ انضمام الفلبين | تاريخ انضمام تركيا |
| ----------- | ----------------------------------------- | -------------------- | ------------------ |
|             | بنك التنمية الآسيوي                       | 1966                 | 1991               |
|             | مؤسسة التنمية الدولية                     | 28 أكتوبر 1960       | 22 ديسمبر 1960     |
|             | يونسكو                                    | 21 نوفمبر 1946       | 4 نوفمبر 1946      |
|             | وكالة ضمان الاستثمار متعدد الأطراف        | 8 فبراير 1994        | 3 يونيو 1988       |
|             | الأمم المتحدة                             | 24 أكتوبر 1945       | 24 أكتوبر 1945     |
|             | الفريق المعني برصد الأرض                  | ?                    | ?                  |
|             | الاتحاد البريدي العالمي                   | ?                    | ?                  |
|             | البنك الدولي للإنشاء والتعمير             | 27 ديسمبر 1945       | 11 مارس 1947       |
|             | المنظمة الهيدروغرافية الدولية             | ?                    | ?                  |
|             | الاتحاد الدولي للاتصالات                  | 25 مايو 1912         | 1866               |
|             | منظمة حظر الأسلحة الكيميائية              | ?                    | ?                  |
|             | مؤسسة التمويل الدولية                     | 12 أغسطس 1957        | 19 ديسمبر 1956     |
|             | المركز الدولي لتسوية المنازعات الاستشارية | 17 ديسمبر 1978       | 2 أبريل 1989       |
|             | منظمة التجارة العالمية                    | 1995                 | 26 مارس 1995       |
|             | منظمة الشرطة الجنائية الدولية             | ?                    | ?                  |

## وصلات خارجية
- موقع وزارة الخارجية الفلبينية
- موقع وزارة الخارجية التركية